# Norbert Trandafir
Norbert Trandafir (Târgu Mureș, 8 februari 1988) is een Roemeens zwemmer van Hongaarse afkomst. Hij vertegenwoordigde zijn land tweemaal op de Olympische Zomerspelen maar behaalde hierbij geen medaille.

## Biografie
In 2008 nam Trandafir deel aan de Olympische Spelen waar hij 43e eindigde op de 50m vrije slag en 50e op 100m vrije slag. Op de Europese kampioenschappen zwemmen 2012 behaalde Trandafir de bronzen medaille op de 100 meter vrije slag.

## Belangrijkste resultaten
| Jaar | Olympische Spelen                                            | WK langebaan                                                                     | WK kortebaan                                               | EK langebaan                                                                                          | EK kortebaan                                                                    |
| ---- | ------------------------------------------------------------ | -------------------------------------------------------------------------------- | ---------------------------------------------------------- | --- | ------------------------------------------------------------------------------- |
| 2007 |                                                              | 37e 50m vrije slag 54e 100m vrije slag 68e 50m vlinderslag                       |                                                            | | geen deelname                                                                   |
| 2008 | 43e 50m vrije slag 50e 100m vrije slag 13e 4x100m wisselslag |                                                                                  | geen deelname                                              | 27e 50m vrije slag 26e 100m vrije slag 35e 50m vlinderslag 43e 100m vlinderslag 11e 4x100m wisselslag | geen deelname                                                                   |
| 2009 |                                                              | 31e 50m vrije slag 54e 50m vlinderslag 24e 100m vrije slag 21e 4x100m wisselslag |                                                            | | 46e 50m vrije slag 30e 100m vrije slag 20e 50m vlinderslag 27e 100m vlinderslag |
| 2010 |                                                              |                                                                                  | geen deelname                                              | 26e 50m vrije slag 25e 100m vrije slag 42e 50m vlinderslag                                            | geen deelname                                                                   |
| 2011 |                                                              | geen deelname                                                                    |                                                            | | geen deelname                                                                   |
| 2012 | 16e 50m vrije slag 17e 100m vrije slag                       |                                                                                  | 24e 50m vrije slag 21e 100m vrije slag 34e 50m vlinderslag | 8e 50m vrije slag · 100m vrije slag · 10e 200m vrije slag · 25e 50m vlinderslag                       | geen deelname                                                                   |
| 2013 |                                                              | 13e 50m vrije slag 24e 100m vrije slag 41e 50m vlinderslag                       |                                                            | | 18e 50m vrije slag 46e 100m vrije slag                                          |
| 2014 |                                                              |                                                                                  | geen deelname                                              | 21e 50m vrije slag 40e 100m vrije slag                                                                |                                                                                 |
| 2015 |                                                              | geen deelname                                                                    |                                                            | | 30e 50m vrije slag 37e 100m vrije slag 6e 4x50m vrije slag 16e 4x50m wisselslag |
| 2016 | 5-21 augustus 2016                                           |                                                                                  | 7-11 december 2016                                         | 8e 50m vrije slag 33e 100m vrije slag 6e 4x100m vrije slag                                            |                                                                                 |